# تپه وسمق ۱
تپه وسمق ۱ مربوط به دوران‌های تاریخی پس از اسلام است و در شهرستان رزن، بخش قروه درجزین، روستای وسمق واقع شده و این اثر در تاریخ ۲۷ مرداد ۱۳۸۲ با شمارهٔ ثبت ۹۶۶۵ به‌عنوان یکی از آثار ملی ایران به ثبت رسیده است.